# Чемпионат мира по самбо 2014
Чемпионат мира по самбо 2014 года прошёл в городе Нарита (Япония) 20-24 ноября.

## Медалисты

### Мужчины
| Весовая категория | Золото                            | Серебро                                | Бронза                                                   |
| ----------------- | --------------------------------- | -------------------------------------- | -------------------------------------------------------- |
| до 52 кг          | Геннадий Чиргадзе · Грузия        | Агасиф Самедов · Азербайджан           | Шавкат Жураев · Узбекистан Василий Караулов · Россия     |
| до 57 кг          | Вахтанг Чидрашвили · Грузия       | Аймерген Аткунов · Россия              | Акмалиддин Каримов · Таджикистан Масанори Араки · Япония |
| до 62 кг          | Борис Борисов · Болгария          | Хушкадам Хусравов · Таджикистан        | Давлатжон Хамроев · Узбекистан Есет Куанов · Казахстан   |
| до 68 кг          | Давадоржийн Тумурхулэг · Монголия | Леван Нахуцришвили · Грузия            | Эмиль Гасанов · Азербайджан Мартин Иванов · Болгария     |
| до 74 кг          | Амиль Гасымов · Азербайджан       | Илья Лебедев · Россия                  | Асылбек Алкей · Казахстан Виссарион Берулава · Грузия    |
| до 82 кг          | Владимир Приказчиков · Россия     | Ивайло Иванов · Болгария               | Нико Куция · Грузия Ашот Даниелян · Армения              |
| до 90 кг          | Альсим Черноскулов · Россия       | Лхагвасурэнгийн Отгонбаатар · Монголия | Давид Карбелашвили · Грузия Андрей Казусёнок · Беларусь  |
| до 100 кг         | Дмитрий Елисеев · Россия          | Батбаярын Ариун-Эрдэнэ · Монголия      | Давид Лориашвили · Грузия Виктор Решко · Латвия          |
| свыше 100 кг      | Артём Осипенко · Россия           | Батмунхын Пэрэнлэй · Монголия          | Едил Усенов · Казахстан Юрий Рыбак · Беларусь            |

### Женщины
| Весовая категория | Золото                          | Серебро                        | Бронза                                                        |
| ----------------- | ------------------------------- | ------------------------------ | ------------------------------------------------------------- |
| до 48 кг          | Мунхбатын Уранцэцэг · Монголия  | Мария Молчанова · Россия       | Лейла Аббасова · Беларусь Нодира Гулова · Узбекистан          |
| до 52 кг          | Гаухар Турмаханова · Казахстан  | Анна Харитонова · Россия       | Мария Остапюк · Украина Михару Куроки · Япония                |
| до 56 кг          | Доржсурэнгийн Сумъяа · Монголия | Татьяна Зенченко · Россия      | Калина Стефанова · Болгария Даниэла Хондиу · Румыния          |
| до 60 кг          | Мива Фудзимура · Япония         | Катерина Прокопенко · Беларусь | Алёна Сайко · Украина Анна Репида · Молдова                   |
| до 64 кг          | Алиса Шлезингер · Израиль       | Ольга Медведева · Россия       | Тумэн-Одын Баттугс · Монголия Наталья Будеану · Румыния       |
| до 68 кг          | Луиза Гайнутдинова · Украина    | Дилдаш Курышбаева · Казахстан  | Юри Енокидани · Япония Йоханна Иллинен · Финляндия            |
| до 72 кг          | Ирина Алексеева · Россия        | Нино Одзелашвили · Грузия      | Цэнд-Аюушын Наранджаргал · Монголия Татьяна Савенко · Украина |
| до 80 кг          | Сёри Хамада · Япония            | Мария Оряшкова · Болгария      | Наталья Смаль · Украина Светлана Тимошенко · Беларусь         |
| свыше 80 кг       | Анна Балашова · Россия          | Харука Мурасе · Япония         | Нина Кутро-Келли · США Светлана Ярёмка · Украина              |

### Боевое самбо
| Весовая категория | Золото                       | Серебро                             | Бронза                                                                  |
| ----------------- | ---------------------------- | ----------------------------------- | ----------------------------------------------------------------------- |
| до 52 кг          | Алмас Сулейменов · Казахстан | Амыр Бакрасов · Россия              | Сергей Чёрный · Украина Мухамедали Ергешев · Кыргызстан                 |
| до 57 кг          | Андрей Будажапов · Россия    | Марко Косев · Болгария              | Олег Удод · Казахстан Айбек Разыков · Кыргызстан                        |
| до 62 кг          | Игорь Северин · Украина      | Васелин Иванов · Болгария           | Керимберды Довлетов · Туркменистан Баасанхуугийн Дамланпурэв · Монголия |
| до 68 кг          | Арман Оспанов · Казахстан    | Ниязмурат Шахмуратов · Туркменистан | Мсалми Сайфаллах · Тунис Аюбхон Камалов · Узбекистан                    |
| до 74 кг          | Маврик Насибян · Армения     | Тихомир Благовестов · Болгария      | Фуркат Рузиев · Узбекистан Ансаган Куссайнов · Казахстан                |
| до 82 кг          | Дмитрий Самойлов · Россия    | Сергей Филоменко · Беларусь         | Санжар Нематов · Узбекистан Александр Туровский · Украина               |
| до 90 кг          | Султан Алиев · Россия        | Себастьян Либебе · Франция          | Сардор Шовриков · Узбекистан Жаныбек Аматов · Кыргызстан                |
| до 100 кг         | Вадим Немков · Россия        | Генко Иванов · Болгария             | Исломджон Азимов · Узбекистан Евгений Кикиш · Украина                   |
| свыше 100 кг      | Кирилл Сидельников · Россия  | Мартин Маринков · Болгария          | Руслан Аушев · Казахстан Макрен Сааноуни · Тунис                        |

## Командное первенство

### Мужчины
1. Россия
2. Грузия
3. Монголия

### Женщины
1. Россия
2. Япония
3. Монголия

### Боевое самбо
1. Россия
2. Болгария
3. Казахстан